# Villanyszerelés
A villanyszerelés egyre népszerűbb és az építőipari ágazat számára nélkülözhetetlen szakma napjainkban. A szakma besorolási száma: 34 522 04.
Jellemzően a szakma irányelvei és fogalmai a folyamatosan változó és megújuló MSZ HD 60364 szabványra épülnek.

## Történelem
A villanyszerelés, az elektromosság felfedezéséig nyúlik vissza. Az elektromosság története talán az évezred egyik legizgalmasabb felfedezéséről és alkalmazásairól szól.
Manapság az elektromosság vagy más néven a villamosság alkalmazása egyre sokrétűbb és szerteágazóbb tevékenységekké alakult.

## Alkalmazási területek
A villanyszerelés egy manapság divatos szakma. Leginkább az építőiparhoz kapcsolható. De a szakma jól alkalmazható ipari környezetben vagy automatizálási feladatok megoldására, de az áramellátó, elosztó rendszerek építésénél és karbantartásánál is.
A villanyszerelést a villanyszerelő szakember végzi.

## Általános villanyszerelői tevékenységek

### A villanyszerelés legalapvetőbb tevékenységei

#### Tervezés
Ez nem a villanyszerelő feladata, de szervesen érinti. Hiszen a szakember helyszíni tapasztalatai sokban segítik a villamos tervezők munkáját. A tervezési folyamat végén a villanyszerelő felel a tervező által készített terv szabványoknak megfelelő megvalósításáért.

#### Költségvetések készítése
Ez részben villanyszerelői feladat, hiszen kisebb munkáknál is szereti tudni az építtető, a beruházó, hogy milyen költségekkel is kell számolnia. Alapvetően a teljes tervezői folyamat része egy úgynevezett "árazatlan költségvetés" elkészítése, ami alapján a villanyszerelő, a napi árakat és a saját munkaidejét figyelembe véve kitölti ezt a költségvetést, A költségvetés készítéséhez jelentős segítséget nyújtanak a már jól bevált norma alapú számítások. Ezekben meghatározásra került például az, mennyi időbe telik 1m cső helyének kivésése, vagy egy méter cső elhelyezése a kialakított horonyba. Ez az úgynevezett normaidő. A normaidő és a villanyszerelő rezsióradíjának szorzata a tevékenység munkadíja, a felhasznált anyagok (például 1m Mü III-as védőcső) ára pedig az anyagár. Ilyen módon precízen meghatározható 3 dolog:
- Mennyibe kerül az anyagdíj?
- Mennyibe kerül a munkadíj, ami az anyag felhasználásához kötődik
- Mennyi időbe kerül a munkavégzés?

Természetesen a normák kialakításánál figyelembe lett véve az anyagok szállítási, deponálási, sőt bontási költsége is, a költségvetések részletekbe menően tartalmazzák.

#### Energia biztosítása
Az energia biztosítása történhet:
- Közüzemi villamos hálózatról, ami tarifaméréssel állapítja meg a felhasznált villamos energia mennyiségét és árát
- Ideiglenes áramforrásokról (generátor, akkumulátoros tápellátás), amik akár vissza is táplálhatnak közüzemi, vagy magán hálózatra, tarifát is érinthet
- Alternatív energiaforrások felhasználásával, amik akár vissza is táplálhatnak a közüzemi hálózatra, ez szintén tarifát is érinthet, sőt alternatív elszámolási módokat (Geotarifa, H-tarifa, stb.)
- stb.

#### Alapszerelés
Ez több, alapvető tevékenységet jelent egyszerre. Többféle technológia ismeretét és használatát öleli fel. Ilyen technológiák segítségével érhető el, hogy a villamos áram egyik végpontból a másikba eljusson.
Az alapszerelés legalapvetőbb feladatai: Nyomvonalak kialakítása, fészekvésések, csövek elhelyezése, kábelek elhelyezése, berendezések helyeinek, végpontjainak kialakítása.
Horonyvésés
Falba süllyesztett (UP) technológia használata esetén szükség lehet például a cső vagy MMfal vezeték teljes nyomvonalát vakolatsík alá bevésni, süllyeszteni. A vésés szélessége és mélysége az alkalmazott cső, kábel szélességéhez igazodik, amit normajegyzék alapján lehet elszámolni, például TERC. A horonynak annyira kell mélynek lennie, hogy a nyomvonalba fektetett cső, vezeték ne lehessen magasabban, mint a vakolat síkja. Így teljesen elrejthetőek a nyomvonalak, vezetékek. Horonyjavítás és festés után teljesen láthatatlanná tehető így a beépített vezeték, kábel.
Nyomvonal kialakítás
Süllyesztett technológia használata esetén a nyomvonalat a már előkészített horonyba alakítjuk ki. Csövek esetén itt kerülnek a különböző méretű és keresztmetszetű csövek darabolásra, tágításra, hajlításra, összeillesztésre, hogy egybefüggő, átjárható csőrendszerré alakulhassanak.
Rögzítés
A csöveket ideiglenesen és véglegesen is rögzíteni kell a horonyban. Ideiglenes rögzítés ékeléssel történik, például szöggel, helyben képződött törmelék anyaggal. Az ideiglenes rögzítést és elhelyezést követően jellemzően gyorsan kötő stukatúrgipsszel több helyen, vakolatsík alatt kell megfogatni a csöveket. A sarkokban lévő íveknél 2 helyen is. A gipsz megszilárdulása után az ideiglenes ékelést el kell távolítani, a továbbiakban azokra egyrészt már nincs szükség, másrészt kárt okozhat például a vakolatban maradt rozsdásodó szög.
Fészekvésés
Süllyesztett kapcsolók, szerelvények süllyeszthető dobozokban kerülhetnek elhelyezésre. A szerelvénydobozok nagyon változatosak lehetnek:
- önmagukban állóak, vagy
- sorolható kivitelűek
- hagyományos méretűek (ezalatt az európai, főként a Magyar Szabványnak megfelelő 65-ös szerelvénydoboz értendő)
- mélyített kivitelűek
- nagyobb méretű elektronikát befogadó kivitelek (puttonyos doboz)
- csavarmentes (körmös szerelvényekhez)
- 2 csavaros
- 4 csavaros rögzítési megoldásúak.

Ugyanígy fészekben kell elhelyezni az áramkörök kötésére szolgáló kötődobozokat. Funkciójuk alapján ezek lehetnek kötő, vagy húzódobozok. Kötődobozokban történik például a világítási, vagy dugalj áramkörök megkötése. Húzódobozt leginkább 2db csőkanyarulat után kell alkalmazni, a könnyebb átjárhatóság miatt. Természetesen egy kötődoboz lehet húzódoboz és kötődoboz egyszerre is.
Ilyen dobozokból is változatos a kínálat:
- 80-as kerek
- 100x100-as szögletes (négyzet)
- 150x150-es szögletes
- stb

Természetesen a dobozok kiválasztásánál nagyon fontos, hogy a később beépített vezetékek csonkjai, a kötőelemek kényelmesen elférjenek benne, ne legyen túlzsúfolva, hiszen az tűzveszélyt okozhatna.
Rögzítés
Az előre kialakított fészekbe a szerelvény, vagy kötődobozokat, húzódobozokat szintén gipsz felhasználásával célszerű rögzíteni – kivéve az időjárásnak kitett külső szerelvények esetén.
Itt azonban fontos a precizitás, hiszen ezekbe a dobozokba már látható helyre kerülnek a később beléjük elhelyezhető szerelvények; kapcsolók dugaljak stb. Ezért lassabb a folyamat, nagyobb pontosságot, mérést, vízszintezést, függőzést igényel. Itt stukatúrgipszet a gyors megszilárdulás miatt nem célszerű használni. Igaz, kellő rutinnal egy jó villanyszerelő képes olyan gyorsan dolgozni, hogy a stukatúrgipsz is jó lehet. Modellgipsz esetén garantált a pontos beállítás, hiszen lassabb a kötési idő. Azonban itt sok esetben egyéb ideiglenes támaszokra, megoldásokra is szükség lehet, amíg a teljes megszilárdulás nem következik be. Természetesen ezeket az ideiglenes támaszokat itt is el kell távolítani a megszilárdulás után.
A gipsz jellemzője, hogy vízzel összekeverve kötésnek indul. A kötés közben hőt fejleszt, ez kézzel is érzékelhető, tapintható. Innen állapítható meg, mikor történt meg a teljes kötés.
Szárazépítészeti megoldások
Léteznek száraz építészeti megoldások is, ebben az esetben a dobozok körvonalának kivágása után a dobozok jellemzően körmök, csavarok segítségével kapaszkodnak például a gipszkarton lapokba.
Gipszkartonhoz is léteznek szerelvény és kötődobozok egyaránt.
Természetesen it szó lehet egyéb szárazépítészeti technológiákról is, Előtétfalak, burkolatok. Ezek esetén csavarokkal is történhet a szerelvénydobozok és a szerelvények rögzítése.
Beton technológiák
Más (például beton) technológiák esetén speciális kivitelű dobozok használatosak, ezekhez nem szükséges fészek vésése, hiszen a betonszerkezet kialakításakor előre kerülnek be és öntik körbe betonnal. Ugyanez igaz a betonba ágyazható csövek esetén is.
Mind a csövezés, mind a szerelvény és kötődobozok feladata azonos. Szigetelt, izolált környezet létrehozása a falazaton belül a vezetékek kábelek részére. A cső technológia lehetővé teszi a későbbi kisebb módosításokat anélkül, hogy a falazatot ismét meg kellene bontani.
Behúzók berudalók
A behúzókra berudalókra a cső alapú hálózatoknál feltétlenül szükség van. Ezeket az előre kialakított csőhálózatokba könnyedén el lehet tolni, majd segítségükkel lehet befűzni a vezetékeket a csövekbe. A csövek hosszainak méretezésekor, a húzódobozok távolságának megállapításakor célszerű figyelembe venni a behúzók, berudalók maximális gyári hosszát. Ezek 5, 10, 20m-es, berudalók esetén 50m-es hosszokban kaphatóak.
Fontos a felhasznált csövek megfelelő ívre történő hajlítása is, hiszen ha túl kicsi az ív és nem fér el benne a behúzó, akkor nem lesz átjárható a nyomvonal. Ha pedig túl nagy az ív, kilóghat falsíkon kívülre.
Újabb, telekommunikációs kábelek vagy üvegszál optika használata esetén fontos figyelemmel lenni a minimális hajlítási sugarakra is, azaz túlságosan kicsi ívben károsodik a kommunikáció, optika esetén az üvegszál pedig el is törhet.

##### Alkalmazott Technológiák

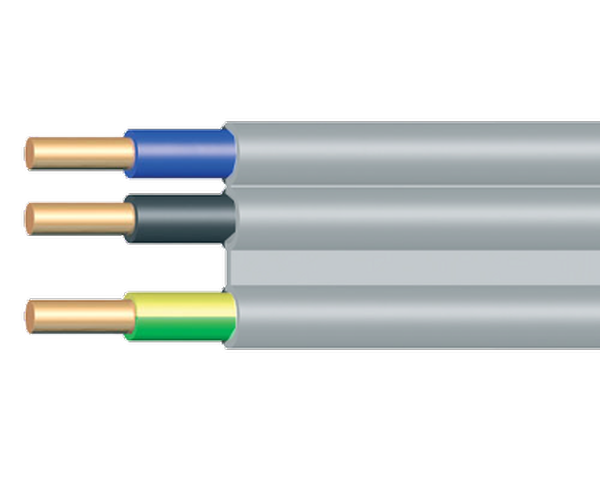
MMFAL Cu 3x1,5 (YDY-T 300/500V)

- MMFAL Cu 3x1,5 (YDY-T 300/500V)MMFAL vezeték[1] kialakítása. Ez egy speciális, kettős szigetelésű lapos kábel, ami három vezetőeret tartalmaz. Segítségével nagyon gyorsan lehet tégla vagy betonfalra vezetékeket rögzíteni, például stukatúrgipsz alkalmazásával. Előnye a rendkívüli gyorsaság. Hátránya, ha véletlenül elfúrják, vagy megsérül, csak bontás és rombolás árán javítható, illetve ha felújításra kerül a sor, akkor nem egyszerű a cseréje még részlegesen sem. Létezik alumínium és réz vezetőerekkel ellátott változat is. A kialakítása új építésű épületnél nem feltétlenül jár véséssel, de felújításnál legalább a vakolatréteg megbontását igényli a teljes nyomvonalon.
- Mü III vékonyfalú csövekMü III Archiválva 2021. április 13-i dátummal a Wayback Machine-ben vékonyfalú cső technológia. Ezt főként oldalfalakban lehet használni. Előnye, hogy könnyedén bővíthető minimális rombolással, ami főként a köztes kötődobozokat és a kötéseket érintheti. Javítás, felújítás esetén, ha megfelelő a beépített, a falba fektetett csövek keresztmetszete – elegendő sokszor csak az elöregedett vezetékek cseréje, új kötések, áramkörök kialakítása. A csövek elhelyezése történhet falazatba, vakolatba történő véséssel, horonymarással. A csöveket csőhajlító ágy és kézi erő segítségével lehet ívesre hajlítani, a sarkoknál, kanyaroknál ez teszi lehetővé a cső későbbi átjárását.

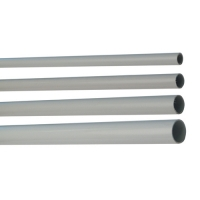
Mü III vékonyfalú csövek

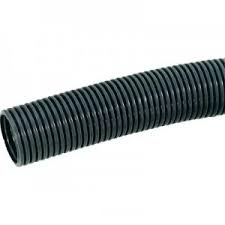
Gégecső

- GégecsőHajlékony gégecső technológia. Ez a fajta védőcső könnyedén hajlik minden irányba. Létezik puhafalú, de lépésélló változata is, illetve UV álló anyagú változat is, ami kültéren, például tetőn kívüli vezetékek, kábelek elhelyezésére alkalmas. Létezik előre befűzött gégecső is, amibe már gyárilag van kábel, ez jelentősen meggyorsíthatja a szerelést. Könnyű telepíteni falba, álmennyezetbe, kültérre, de sok esetben nehézkes vagy éppen lehetetlen a benne lévő vezetéket, kábel cserélni.
- Vastagfalú cső, illetve betonon belül használható technológiák. Ez már némi előrelátást igényel. Ha ugyanis a tervezők jó előre gondolnak a megfelelő padló és mennyezet rétegrendekre, vagy akár már egy betontest zsalurendszer kialakítása folyamán és ezekre alapozva alakítja a villanyszerelő a nyomvonalakat, ami később kiöntésre kerül. Vastagfalú cső technológiák:
  - Mü I, Mü II , vagy MÜVII cső alkalmazása. Ez történhet falazatba, földbe, de akár előre gyártott, hajlított idomokkal falon, betontesten kívül is úgynevezett csőbilincsek alkalmazásával. A csövek 2-3 méteres szálakból kerülnek összetoldásra
  - Symalen csőSymalen csőtechnológia.Az egyik legmodernebb technológia. Bontás mentesen akár 50m hossz is azonnal lefektethető például szerelőbeton szintre, amit betonszögekkel is lehet rögzíteni. Mivel vastagfalú és lépésálló, jól viseli a mechanikai igénybevételeket. Nagy ívben hajlik, így az utólagos átfűzése sem jelent gondot. Nem igényli kötődobozok meglétét, emiatt egyre közkedveltebb a Intelligens épület technológiák kialakításánál. Ehhez a cső típushoz kapható kész toldóidom, így jelentősen növelhető a cső hossza.

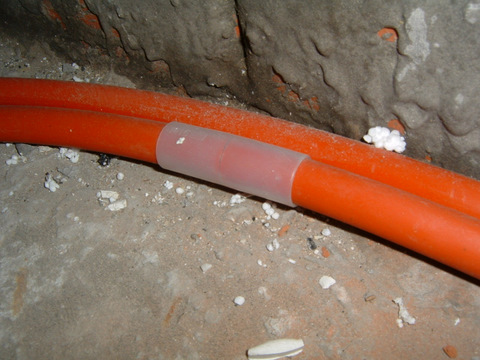
Symalen cső

A cső alapú technológiákról összességében elmondható, hogy a technológia kiforrott, többféle méretben és típusban léteznek villanyszerelésre alkalmas csövek, amelyek jól szigetelnek elektromosan, könnyedén megmunkálhatóak, hajlíthatóak, utólag is – egy átalakításnál például – toldhatóak, illetve többféle idom és rögzítő segíti az elhelyezésüket. Oldalfalban először több ponton gipsz segítségével fogathatóak meg, falon kívüli szerelésnél csőbilincsek, vagy rugós kapcsok teszik lehetővé a rögzítést. A csőbilincsekhez is többféle technológia társulhat:
- Tipli (dübel), aminek a helyét fúrógéppel (gépesíthető technológia) lehet kialakítani többféle méretben. Ezen belül a rögzítés történhet csavarral (kézi vagy gép csavarozással) vagy beütőcsavarral (gyors kézi megoldás) is.
- Léteznek csőbilinccsel egybegyártott beütős technológiájú rögzítők is, ezek egy lépésben teszik lehetővé az előre elkészített furatokba a rögzítő elhelyezését.

Az ideiglenesen gipsszel rögzített csöveket a vakolat teljesen elfedi, mintegy láthatatlanná téve azokat a falban. A technológia megköveteli, hogy a csövek átjárhatóak legyenek utólag is. Ezért szükséges a csövek végeit vagy ívvel kifordítani a falból (például egy falikarnál), vagy szerelvény és kötő, húzódobozokkal ellátni.
Ilyen szerelvény és kötődobozok megtalálhatóak falon belüli (süllyesztett), vagy falon kívüli változatban is,
A dobozok lehetnek például IP20, vagy magasabb IP (víz és por elleni védettség) fokozatúak. Jellemzően kapcsolókhoz, konnektorokhoz (dugaljakhoz) szerelvénydobozok beépítésére van szükség. A szerelvénydoboz lehet önálló, vagy sorolható kivitel is. Vannak betontestbe előre elhelyezhető szerelvénydobozok is, amiket a zsaluszerkezethez lehet rögzíteni ideiglenesen, de léteznek száraz építészetben használatos szerelvénydobozok is (gipszkarton doboz).
Kötő vagy húzódoboz jellemzően akkor szükséges, ha például egy kapcsoló fölött kötéseket kell kialakítani, vagy az alkalmazott csövön már legalább két ív van, így nehézkessé válna az utólagos behúzás.
További technológiák alkalmazása, vezetékek, kábelek (Aluminium vagy réz vezetőerekkel) a teljesség igénye nélkül, 0,4kV-os (400V – régi nevén 380V, 3 fázisú rendszer, vagy köznyelvben "ipari áram") hálózathoz alkalmas szigeteléssel ellátva:
- MMCu kábel[halott link] (erről korábban már esett szó)
- MCu[halott link] egy eres, merev erű, szigetelt vezeték. Ez több színben kapható, amiket a szabvány alaposan kitárgyal. általánosságban elmondható, hogy kék színű vezetéken nulla vezetőnek kell lennie, zöld-sárga csíkos vezetéken védőföldnek, a legsötétebb vezetéken pedig a fázisnak, ami lehet egy vagy több fázis. L1 fázisnak jellemzően fekete színű a vezetéke, de speciális esetekben ez lehet akár barna is – például olyan erőátviteli kábelek esetén, amibe ilyen színű ér van. L2 általában Barna, L3 általában szürke színű. Többféle szabványos keresztmetszetben létezik, ezek a keresztmetszetek határozzák meg a vezeték terhelhetőségét a hosszúság és beépítési körülmények figyelembevételével. MCu 1x 1,5mm2 például 1,5mm2 rézvezetőt tartalmaz. Ebből az M jelzi a műanyag szigetelést, a Cu a vezető anyagát. Létezik természetesen MAl vezeték is, ami aluminium vezetőeret tartalmaz.
- MKh[halott link] egy eres , hajlékony szálakból sodrott hajlékony, szigetelt vezeték. Több, színben és keresztmetszetben kapható, kedvelt vezeték típus. Míg az MCu az egy eres kialakításának megfelelően alapvetően sprőd, nehezebben hajlik, addig ez a vezeték típus könnyedén hajlítható, formálható, könnyebb vele dolgozni. Azonban bekötés esetén célszerű úgynevezett érvéghüvelyekkel ellátni, amik présszerszám segítségével zömítik a sodrott ereket, összefogva azokat a kiszálkásodás ellen.
- MBCu[halott link] (NYM) kábel Közkedvelt kábeltípus. Bár merev erekkel rendelkezik, Tartalmaz egy kék egy fekete és egy zöld-sárga vezetőt, ami habosított gumiágyban fut és egy külső műanyag köpeny is körülveszi, alaposan megvédve a mechanikai behatásokkal szemben. Bár sprőd, de önmagában is sok helyre beépíthető, könnyen húzható egy-egy áramkör számára. Többféle keresztmetszetben elérhető.
- MTL kábel[halott link], vagy más néven lámpazsinór Jellemzően egy fekete (vagy barna) eret, valamint egy kék eret tartalmaz. A vezető anyaga réz és sodrott, többszálas kialakítású. A színezett szigetelésen felül egy könnyen eltávolítható külső, rugalmasabb szigeteléssel rendelkezik, Kis mérete és keresztmetszete miatt közkedvelt különböző berendezések bekötőkábeleként. Kapható kettős szigetelésű villásdugóval egybesajtolt készülékkábelként is. Alapvetően teljesíti a kettős szigetelés követelményeit. Lapos lóversenypálya keresztmetszetű.
- MTK kábel[halott link]. Nagyon sokrétű, talán a legtöbb helyen megtalálható erőátviteli kábel. Három, vagy több színezett eret tartalmaz. Minden esetben kör keresztmetszetű. A színezett ereken felül tartalmaz egy rugalmas külső szigetelést és sok esetben belül, az erek között, egy erősebb műanyag feszítőszálat is. Nagyon jól használható berendezések bekötésére, de akár tömített szerelésnél is, hiszen kör keresztmetszete révén a gyárilag erre tervezett tömszelencék teljesen körbe tudják fogni, kizárva az IP védelemben jól definiált osztályoknak megfelelően a port és a párát, vizet.
- YSLY Archiválva 2019. szeptember 13-i dátummal a Wayback Machine-ben kábel szintén közkedvelt kábeltípus. Nagyon hasonlít minden jellemzőjében az MTK kábelre, azonban nem erőátvitelre, hanem vezérlésekre van méretezve. Emiatt a szigetelése vékonyabb, az erei számozottak, kivéve a zöld-sárga, vagy egyes típusoknál a zöld-sárga és kék ereket.
- NYY[halott link], NYY-J, NYY-O kábel. Hasonlóak, mint az MBCU, vagy NYM kábelek, azonban beltéren és kültéren, akár földbe is rakhatóak. Kedvelt erőátviteli, betáp kábel típus, tömör vagy sodrott erű vezetőerekkel, színes szigeteléssel, akár páncélozva és földálló, a mechanikai behatásokkal szemben is ellenállóbb kemény műanyag köpennyel. Többféle egészen nagy keresztmetszetekkel is beszerezhető.
- stb.

Természetesen sokkal többféle vezeték és kábel létezik. Jól látható tehát, hogy a villanyszerelési tevékenységhez hatalmas anyagismeret is szükséges, hiszen mindegyik cső, doboz, vezeték, kábel egyedi mechanikai és villamos vezető és szigetelőképességével is tisztában kell lennie az azt beépítő szakembernek.

##### Erőmű
Az erőmű, vagy erőművek biztosítják azt az energiát, amit a villamos rendszer végén a fogyasztó felhasználhat. Erőműből többféle típus létezik,  atomerőmű, fosszilis, vagy alternatív felépítésű erőművek. Utóbbiak lehetnek naperőművek, szélerőművek stb..

##### Magas, közép és kisfeszültségű, váltóáramúátviteli hálózat
Ez a hálózat biztosítja a világ jelenlegi energiatovábbítását az energiát megtermelő berendezések, erőművek és az energiát felhasználó fogyasztók, végfelhasználók felé.

##### Hálózati transzformátorok
Ez biztosítja a magas feszültségű vezetékhálózatokról való lecsatlakozást és energiaátalakítást. Jellemzően a Primer áramkör maga a nagyobb feszültségű vezetékrendszer, a szekunder oldal a kisebb feszültségű vezetékrendszer.

##### Fogyasztásmérő berendezések
A villamos fogyasztásmérő berendezések alkalmasak a felhasznált energia mérésére. A berendezés által mért energiamennyiséget fizeti ki a felhasználó a szolgáltatónak.

#### Egyéb, nyomvonal kialakítására alkalmas, technológiák
- Kábelcsatorna Archiválva 2021. december 10-i dátummal a Wayback Machine-ben. Lehet műanyag vagy fém, elég változatos a méret, forma és színvariáció. Létezik egészen vékony, csík jellegű, amibe csak egy kábel fér el. Létezik mellvédcsatorna, amibe beleférnek a szerelvények és a kábel egyaránt, erős és gyengeáram szeparáltan. Létezik padlócsatorna, élvédő helyére felrakható padlószegély csatorna stb.
- Kábeltálca. Jellemzően fém, betonszerkezetre, függesztőszárakra szerelhető tálca technológia, galvanizált vagy saválló anyagból. Többféle profillal, egyenes, íves elemekkel összerakható, szerelhető, többféle tűzállósággal. Létezik betonba ágyazható padlótálca is.
- Álpadló technológiák
- Álmennyezet technológiák
- Villámvédelmi levezetők. Ezek zömében szigeteletlen nyers, valamilyen felületvédelemmel ellátott nagy keresztmetszetű vezetőanyagok, bilincsek és tartozékok.
- Kültéri kábelárok téglázással, vagy műanyag elemekből kialakítva, homokágyban.
- stb.

##### Gyengeáramú rendszerek alapszerelése, előkészítése
Automatika, IT vagyonvédelem, kommunikációs rendszerek kialakítása. Eredetileg a műszerész szakma hivatott ezt biztosítani, de a gyakorlatban egyre több hárul a villanyszerelő szakemberekre.

#### Szerelvényezés
A szerelvényezés az alapszerelési munkálatokra épül. Magába foglalja elosztóberendezések telepítését, kábelek kifejtését, feliratozását, alapvető tesztjeit és méréseit, végponti berendezések bekötéseit. Például kapcsolók, lámpák, ventilátorok, dugalj áramkörök, egyéb villamos berendezések bekötése. A világon sok cég gyárt villamosipari szerelvényeket. Ezek azonban a vonatkozó szabványokhoz igazodnak, nálunk például az EU előírásaihoz. Ezek az előírások tartalmazzák a külső méretre, rögzítésre, villamos paraméterekre való ajánlásokat, de ennek ellenére jelentős eltérések lehetnek a készülék formatervét illetően, így gyakorlatilag szinte mindenki találhat a saját ízlésének leginkább tetsző dizájnt. Gyártók a teljesség igény nélkül:
- Legrand (volt Kontavill)
- Schneider
- Siemens
- Merten (már Schneider)
- Gira
- Jung
- BERKER
- ELSO (már szintén Schneider)
- Prodax (már szintén Scneider)
- Livolo
- Makel
- Efapel
- Bticino (Legrand)
- Voltomat
- Kopp
- Gewiss
- Anco
- DÜWI
- Kanlux
- Fontini
- stb.

#### Elosztók előszerelése
Ez opcionális tevékenység. Egy kisebb lakáselosztónál például elegendő a kismegszakító tábla elhelyezése, rögzítése, a kismegszakítók és az elmenő áramkörök bekötése. Azonban előfordulhat jóval szerteágazóbb, szelektívebb áramköri hálózat kialakítása, például egy vagy több berendezés, vagy egy intelligens épület automatikájának kiépítése. Ebben az esetben egyszerűbb egy műhelyben előszerelni az elosztóberendezést, lepróbálni, lemérni, elkészíteni a szükséges jegyzőkönyveket, majd a helyszínen feléleszteni, beüzemelni a hozzá tartozó áramköröket. Természetesen ehhez már komolyabb tervezésre, előkészítésre van szükség mérnöki oldalról is. Elosztóberendezéseket és az elosztáshoz szükséges védelmi berendezéseket is több cég készít. Ezeknek is meg kell felelniük a vonatkozó előírásoknak, szabványoknak:
- Schrack
- Legrand
- Schneider
- Hensel
- Csatári Plast
- Eaton
- Tracon
- ETI
- stb.

#### Áramkörök felélesztése, tesztelése
Ebbe a tevékenységbe tartozik például a behúzott vezetékek egyesével történő bekötése, lepróbálása. Működik-e valóban az elképzeléseknek megfelelően egy adott áramkör, követett -e el hibát a szakember? Ha van hiba, akkor természetesen azt meg kell keresni és ki is kell javítani. A hibák feltárásához számos eszköz és szerszám szükséges. Egyszerű kézi műszertől kezdve a szigetelésvizsgáló készüléke át, a vezeték nyomvonal és szakadásvizsgáló készülékekig.

##### Berendezések bekötése
A végberendezések bekötésre kerülnek, de nem kerülnek áram alá helyezésre.

#### Beüzemelés
A beüzemelés során felkerülnek a végberendezések is. Lámpák ventilátorok, transzformátorok, erős és gyengeáramú fogyasztók stb. A beüzemelés az elvégzett összes villanyszerelési tevékenység teljes ellenőrzéséből és próbájából áll. Azaz nem elegendő minden vezetéket és berendezést szolgai módon bekötni, a végén szisztematikusan le is kell próbálni minden áramkört, hogy helyesen van-e bekötve, úgy működik-e, ahogyan az elvárható volt a teljes folyamat tervezésekor? Az üzemi próbák és a próbaüzem letelte után a berendezések és a villamos hálózat egy utolsó mérést követően használatra kész állapotba kerül.
A beüzemelés során a később használandó, beépítendő áramkörök próbáit is el kell végezni. Olyanokat például, mint egy beépített sütő áramkörének a lepróbálása, ami kötődobozban marad a berendezés beszerzéséig, dugalj áramkörök, amik működőképességét és a hozzájuk tartozó védelmi berendezések működőképességét is próbálni, tesztelni kell!
A berendezések származhatnak a világ szinte bármely pontjáról. Azt, hogy beköthető legyen egy villanyszerelő által előkészített épületbe a szabványok, előírások és ajánlások, valamint a tanúsított megfelelőségek teszik lehetővé. Számos, vonatkozó tanúsítvány és jelkészlet ismerete szükséges a berendezés megfelelőségének és összeférhetőségének megállapítására. Teljesítmény, működtető feszültség, fogyasztás jellege, fázistolása, szigetelése stb, Ezek mind hatással vannak a kiépített hálózatra. Egyes esetekben ezen fogyasztók olyan jelenségeket is előidézhetnek, aminek az eredményeként például fázisjavításra is lehet szükség.

##### Tesztüzem, tartós áram alatti tesztek
A tesztüzem szolgál a teljes rendszer kipróbálására. Megfelel e a valóságban is a terveknek, elvárásoknak

##### Korrekciók
Tökéletes rendszer a legritkább esetben készül. Módosításokra, javításokra, a dokumentációk korrekcióira is szükség lehet. Sok esetben ezek zöme már a beüzemelés alatt megtörténik. Azonban a tesztüzem alatt már nem egyesével történik a berendezések próbája, hanem egyszerre. Így fontos, hogy a méretezett rendszer minden eleme egyidőben is gond nélkül képes-e üzemelni, vagy adódnak összeférhetetlenségek, egymásra történő hatások.

##### Mérés
A lepróbált berendezések utóellenőrzése, mérése és mérési jegyzőkönyvvel történő igazolása.Darab és típusvizsgálatok, szigetelés és érintésvédelmi ellenőrző mérések.

#### Dokumentálás
Szükséges az elvégzett villamos tevékenységek megfelelő dokumentálása is. Ez jelentheti az elosztóberendezések feliratainak elkészítését, a tervezettől eltérő módosítások rögzítését felvezetését egy megvalósulási dokumentációba, A szükséges szigetelési és vezetőképességi méréseket, azok jegyzőkönyveinek elkészítését. Valamint a berendezések üzemszerű használatához szükséges megvalósulási dokumentációk, feliratok, jelölések elkészítése, átadási dokumentációk, anyagok származási bizonylatainak elkészítése, utólagos felmérések, elszámolások.

##### Átadás üzemeltetésre, oktatás
Minden hibátlan teszt, beüzemelés és tesztüzem után a rendszer átadásra kerül a végfelhasználó, vagy megbízott üzemeltető felé.
Ha az átadás közben derül ki hiba, rendellenesség, hibajegyzéket vesz fel az átadó és átvevő. A hibajegyzék kijavítása és a javítások ellenőrzései után ha szükséges az átadott berendezések használatát is ki kell oktatni az üzemeltető részére. Jogilag ezzel lezárul az átadás, a további felelősség az üzemeltetőre hárul.Természetesen nem minden feladat a villanyszerelőé, de lehetnek átfedések a kisebb illetve nagyobb volumenű munkák esetében.

#### Újdonságok
Feltörekvőben van az épületvillamossági ágazatban az automatika, az intelligens épületek. Ezek sokkal kifinomultabb tervezést, telepítést, beüzemelést igényelhetnek. Egyes berendezések beüzemelése sokkal több időt, sőt olyan új tevékenységeket is generálhatnak, mint például a helyszíni, vagy távoli számítógépes diagnosztika, vagy a programozás.

#### Modern technológiák a villanyszerelésben, összehasonlítás

##### Hagyományos villanyszerelési technológia, áramkör(ök) kialakítása
Hagyományos villanyszerelés alkalmazásával egyszerűen kialakítható egy áramkör. Szükség van egy energiaforrásra ( 0,4kV hálózat ), Egy vagy több védelmi berendezésre (túláram, túlfeszültség, hibaáram védelmek), egy vagy több kapcsolóra, valamint egy fogyasztóra:
Smarthome Ready rendszer
A Smarthome Ready áramköri kialakításra akkor lehet szükség, ha a beruházó, építtető bizonytalan a rendszer kialakítását illetően, vagy várható, hogy rövid időn belül sok változás lesz várható az épület kialakítása során. Például lakóparkok egyéni lakásainak kialakítása.
A Smarthome Ready technológia gyakorlatilag a több, más, rokon szakmában is már bevált csillagpontos csövezési és kábelezési technológiára épül részben.

###### Főbb jellemzői
- Simafalú csövek használata: MüV II, MÜI, MüII, MüIII, Symalen
- Aljzatbetonba fektetve megfelelő rétegrenddel történő csövezés
- Csillagpontos kialakítás, aminek a gócpontja egy vagy több elosztószekrény.
- Olyan kábelek, vezetékek használata amelyek egyaránt megfelelnek a gyengeáramú és az erősáramú elvárásoknak is. Például: Elosztószekrénytől a vezérlési pontig (szerelvény, kapcsoló nyomógomb) YSLY kábel, MTK kábel, MTL kábel, MCu vezeték, ami elbírja a fogyasztó áramát, erősáramú szigeteléssel rendelkezik, megfelel az erősáramú szabványnak, de ha kell, felhasználható például gyengeáramú vezérlés céljára is.

Legyen szó Smarthome, vagy Smarthome Ready technológiáról, mindegyik esetén célszerű egy kívánságlista, egy helyiségleltár összeállítása, amiben egyértelműen megfogalmazásra kerül, hogy egy adott helyiségben milyen okos funkciókat szeretne a felhasználó.
Példa helyiségleltárra
Konyha: 2db mennyezeti kapcsolt világítás, 2db falikar, 2db RGB hangulatvilágítás, 2 redőny vagy zsalúzia, 1db termosztát stb.
A helyiségleltárak alapján pontosan meghatározható a különböző Smarthome gyártók termékeinek tulajdonságai alapján, hogy mekkora helyigényük van.
Mivel a Smarthome Ready egy előremutató technológia, így kötő és húzódobozokra nincs szükség egyáltalán, az elosztók tartalmazzák koncentráltan ezeket a helyeket is így ezekkel kell számolni kubatúrában is.
Előnyei
A Smarthome Ready technológia legfőbb előnye, hogy később is dönthet, változtathat a felhasználó, hogy:
- hagyományos villanyszerelést szeretne csak, ebben az esetben az elosztószekrény egy nagy, koncentrált kötődoboz. Azonban már ez is számos előnnyel jár, hiszen nem kell létrázni, a létrán létrehozni a kötéseket, hanem kényelmesen a földön állva ez megtehető. Később, módosítások esetén nem kell a kifestett helyiségekben leszedni a már festett kötődobozokat, nem kell tapétát vágni, majd költségesen helyreállítani az ezzel okozott kárt.
- okosotthon megoldást szeretne, de még ezen belül sem tudja melyik cég, milyen technológiája lesz e legjobb?
- okosotthon megoldást szeretne, vagy éppen más, korszerűbb gyártmányú berendezéseket szeretne használni.
- félig okos megoldást szeretne például moduláris készülékekkel : impulzusrelé, időzítők, redőnyvezérlők.

###### Smarthome rendszerek
Smarthome rendszerről akkor beszélhetünk, ha a beruházó, kivitelező már döntött, határozott elképzelése van a rendszer kialakítását illetően.
Az alapvető különbség a Smarthome és a Smarthome Ready kialakítás között, hogy Smarthome esetében az első tollvonástól kezdve már tudott, hogy okos otthon technológia, intelligens épület megoldás kerül beépítésre.
Így a vezérlőkábeleknek nem szükséges elbírniuk a fogyasztó áramát, mivel gyengeáramú távvezérléssel fogja működtetni, valamilyen okos készüléken keresztül a fogyasztókat.
Így megengedett például akár CAT5, CAT6 LAN, vagy akár riasztókábelek, egyéb gyengeáramú kábelek használata is, aminek a szigetelése akár csak 30-60V-os mindössze.
Smarthome rendszer esetében kétféle megoldás létezik a gyakorlatban.
Csillagpontos Smarthome rendszer
Az egyik a csillagpontos kialakításra épül. Ez sokkal könnyebben telepíthető, javítható rendszer, de több vezetékezést igényel. Ilyen rendszer nagyon sok létezik.

###### Smarthome rendszer buszos szenzorokkal
Lehetőség van nagyságrendekkel több elektronika és kevesebb vezeték felhasználására is, ha a vezérlés is okos eszközről történik, például KNX esetében.
Azonban ebben az esetben sokszor a beépített elektronika felhasználása nagyságrendekkel is több költséget eredményezhet, mint egy csillagpontos rendszer; akár a többlet kábelköltségekkel együtt is.
A Smarthome rendszerek lehetnek vezetékesek, vagy vezeték nélküli rendszerek. Lehetnek iOT alapúak és hardveres buszrendszerre épülőek. Ez a fajta kialakítás és struktúra mindegyiknek kedvez, költségkímélőbbé teszi a kialakítást utólag is a felhasználók számára.

##### Kiegészítő fogalmak (nem teljes)
- Hálózati zárlattűrő képesség
- Túlfeszültség
- Túláram
- Hibaáram
- Megszakítóképesség
- Átütési szilárdság
- Szigetelőképesség
- Vezetőképesség
- Feszültség
- Áram
- Teljesítmény
- Ellenállás
- Induktivitás
- Kapacitás
- Impedancia
- Reaktancia
- Terhelési jelleg (AC1..AC23)
- stb.